# Ламойлл (округ, Вермонт)
Шаблон:StateAbbr_ 44°36′00″ пн. ш. 72°37′59″ зх. д. / 44.600075° пн. ш. 72.633148° зх. д.
Ламойлл (англ. Lamoille County) — округ (графство) у штаті  Вермонт, США. Ідентифікатор округу (індекс FIPS) — 50015.

## Історія
Округ утворений 1836 року.

## Демографія
За даними перепису 2000 року загальне населення округу становило 23233 осіб, усе сільське. Серед мешканців округу чоловіків було 11622, а жінок — 11611. В окрузі було 9221 домогосподарство, 5980 родин, які мешкали в 11009 будинках. Середній розмір родини становив 2,94.
Віковий розподіл населення поданий у таблиці:
| Стать    | До 15 років | 15-21 | 22-29 | 30-39 | 40-49 | 50-65 | 65-85 | Понад 85 |
| -------- | ----------- | ----- | ----- | ----- | ----- | ----- | ----- | -------- |
| Чоловіки | 2452        | 1214  | 1265  | 1709  | 1881  | 1951  | 1044  | 106      |
| Жінки    | 2203        | 1162  | 1207  | 1718  | 1942  | 1891  | 1247  | 241      |

## Суміжні округи
- Орлінс — північний схід
- Каледонія — схід
- Вашингтон — південь
- Читтенден — захід
- Франклін — північний захід

## Виноски
1. ↑  U.S. Decennial Census. United States Census Bureau. Архів оригіналу за 4 квітня 2018. Процитовано 29 червня 2015.
2. ↑  Historical Census Browser. University of Virginia Library. Архів оригіналу за 11 серпня 2012. Процитовано 29 червня 2015.
3. ↑  Forstall, Richard L., ред. (27 березня 1995). Population of Counties by Decennial Census: 1900 to 1990. United States Census Bureau. Архів оригіналу за 24 вересня 2015. Процитовано 29 червня 2015.
4. ↑  Census 2000 PHC-T-4. Ranking Tables for Counties: 1990 and 2000 (PDF). United States Census Bureau. 2 квітня 2001. Архів оригіналу (PDF) за 18 грудня 2014. Процитовано 29 червня 2015.
5. ↑  State & County QuickFacts. United States Census Bureau. Архів оригіналу за 6 червня 2011. Процитовано 30 грудня 2013.(англ.) Наведено за англійською вікіпедією.
6. ↑  American FactFinder. Бюро перепису населення США. Архів оригіналу за 26 лютого 2012. Процитовано 31 січня 2008.

| США | Це незавершена стаття з географії США. Ви можете допомогти проєкту, виправивши або дописавши її. |